# (414026) Bochonko
(414026) Bochonko es un asteroide perteneciente al cinturón de asteroides, descubierto el 11 de junio de 2007 por el astrónomo D. D. Balam desde los Observatorios de Mauna Kea (Isla de Hawái, Estados Unidos).

## Designación y nombre
Designado provisionalmente como 2007 LX29. Fue nombrado en homenaje al matemático, físico y astrónomo, Richard Bochonko.